# Ханна Монтана (фільм)
«Ханна Монтана: Фільм» — американський фільм, який вийшов 8 квітня 2009. Продовження американського молодіжного комедійного серіалу «Ханна Монтана».

## Синопсис
Майлі Стюарт (Майлі Сайрус) стала зовсім нестерпною через популярність та успіх Ханни Монтани. Від пихи вона б'ється із Тайрою Бенксз за туфлі у магазині, забуває попрощатися із братом (бо займається шопінгом) і запізнюється на 16-й день народження своєї найкращої подруги Ліллі Трасскотт (Емілі Осмент), її батько Роббі Стюарт (Біллі Рей Сайрус) відправляє Майлі до її рідного містечка Кроулі Корнерс у штаті Теннессі, щоб вона зрозуміла які речі справді мають справжнє значення в її житті. Коли стурбована Майлі запитує, чи закінчилась її кар'єри як Ханни Монтани, Роббі попросить спитати це ще раз через два тижні. Майлі розгнівана — адже в неї намічався грандіозний концерт у Нью-Йорку! Але Роббі непохитний — вона повинна зрозуміти, що її життя — це не тільки концерти й гламурні тусовки. Майлі зустрічає свого знайомого — Тревіса Броуді (вони разом вчилися в школі). Між молодими людьми виникає дружба, а потім щось більше. В Роббі теж з'являється подруга — Лола, помічниця Рубі по господарству. Але по збігу обставин і Тревіс, і Лола довідаються, що Майлі — це Ханна. Тревіс думав, що Майлі довіряє йому. Майлі в розпачі. А тим часом у місті намічається благодійний концерт, де повинна виступити Ханна Монтана. Майлі виходить на сцену й починає співати, але бачить Тревіса й розуміє, що більше не може жити подвійним життям. Вона знімає перед глядачами перуку й стає «просто Майлі». Вона прагне піти зі сцени, але її зупиняють Тревіс і маленька дівчинка, яка просить її залишитися Ханною. Всі підтримують маленьку шанувальницю і обіцяють зберегти секрет Майлі в секреті. Тревіс освічується Майлі в коханні. Лола і Роббі теж миряться. Все закінчується гепі-ендом.